# Långe Hermann
För andra betydelser, se Långe Hermann (olika betydelser).

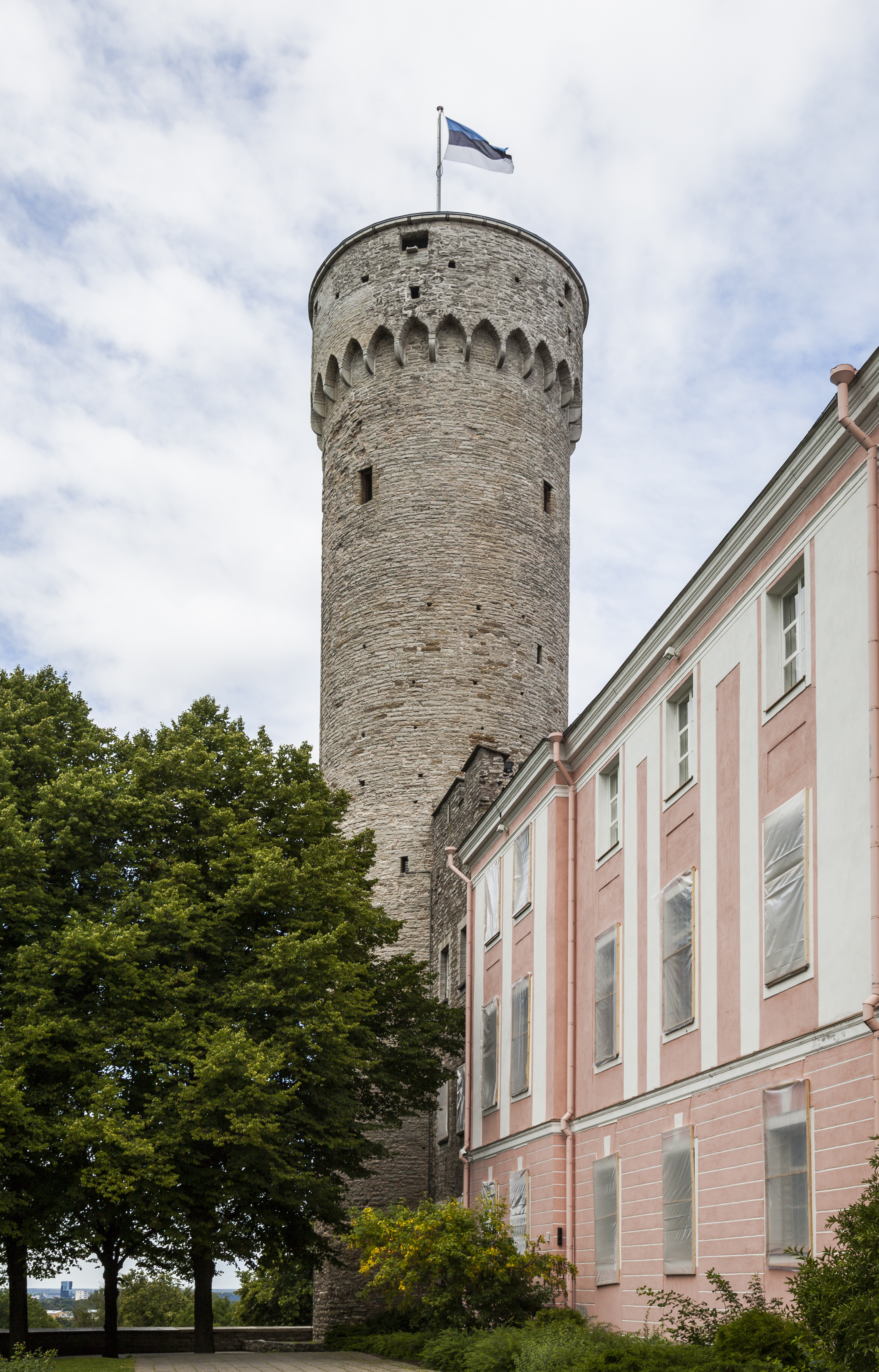
Långe Hermann

Långe Hermann (estniska: Pikk Hermann, tyska: Langer Hermann) är ett torn i slottet på Domberget i Tallinn. Tornet uppfördes under 1360-talet och byggdes till under 1500-talet, till den nuvarande höjden på 45,6 meter, totalt omkring 95 meter över havet. Det är 215 trappsteg upp till toppen.
Tornet är en känd nationalsymbol för Estland och ligger i anslutning till det estniska parlamentet Riigikogus byggnad. Estlands flagga hissades första gången på tornet den 12 december 1918. Sedan den 24 februari 1989 vajar flaggan åter från Långe Hermann.
Den hissas varje dag vid soluppgången eller tidigast klockan 7, samtidigt som Estlands nationalsång Mu isamaa, mu õnn ja rõõm spelas; kvällstid halas flaggan vid solnedgången eller senast klockan 22, samtidigt som Mu isamaa on minu arm spelas.